# 남조선로동당

대한민국의 시계열적 정당 지도

남조선로동당(南朝鮮勞動黨)또는 줄여서 남로당은 1946년 11월 23일 서울에서 조선공산당, 남조선신민당, 조선인민당의 합당으로 결성된 공산당이다.

## 남조선로동당의 초기 역사

### 좌파운동의 재정립
1945년 8월 15일 독립 이후 남한에는 여러 좌파 정당들이 있었지만, 정판사 위조지폐 사건 등으로 조선 공산당의 활동은 거의 정지 상태에 있었으므로, 남한 내 사회주의, 공산주의 세력을 재정비하기 위하여 3당(조선공산당, 조선인민당, 남조선신민당)을 합당하여 '남조선로동당'을 조직하게 되었다. 허헌이 초대 위원장에 선출되었고 부위원장 박헌영이 선출되었다. 그러나 당내 주도권 장악문제로 여운형과 박헌영은 지속적으로 갈등하였고, 박헌영이 주도권을 장악하고 여운형의 좌우합작 노선을 비판하자, 여운형은 탈당하고 후에 근로인민당을 창당하였다.
1946년 12월 2일, 허헌은 기자회견에서 사로당(사회로동당)을 겨냥하여 '기회주의적이고 영웅주의적인 태도로 인민의 갈 바를 혼란시키는 것은 절대로 배격하는 바'라고 비난하고, '진실로 독립과 인민의 이익을 위하여 싸우려는 진정한 동지는 남로당에 들어와 같이 싸울 수 있다'라고 밝혔다.

### 좌익 운동
남로당은 초기에 주로 합법적으로 남한에서의 사회주의·공산주의 운동을 계속하였고, 한편으로는 노동자, 농민들을 선동하여 각종 파업투쟁 등을 주도하였는데, 대표적으로 10월 1일 대구 사건을 들 수 있다.
그러다 이승만을 포함한 우익세력의 단독 정부 수립운동이 전개되던 무렵에 남로당 세력은 이승만의 단독 정부 수립운동 노선에 반발하여 급진적인 활동을 전개하게 되어 각종 테러나 게릴라 전, 노동자 총파업 등을 주도하면서 남한 정국을 흔들어 놓았다. 이런 배경 속에서 일어난 대표적인 사건으로는 제주 4.3사건, 여순 사건, 남부군 사건 등이 있다.
1948년 8월 남로당과 북로당은 연합중앙위원회를 설치하였고, 1949년 6월 합당하여 조선로동당이 되었다. 그러나 이 합당사실은 대외적으로 뿐만 아니라 일반당원들에게조차 숨겨진 비밀합당이었다. 그래서 1949년 6월 합당 후에도 대한민국에서 활동한 남로당원과 게릴라들을 선동하고 격려하는 문서에는 여전히 남로당이라는 명칭이 사용되었다. 그래서 이들의 저항은 북한이 개입되어 있지 않은 남쪽의 인민들의 자발적인 이승만 정부에 대한 저항으로 위장되었다. 한국전쟁이 발발한 후에야 남로당 대신에 합당된 조선로동당이라는 이름을 공개적으로 사용하였다.

## 대한민국에서

### 2·7파업과 남로당
1948년에 들어와 강경투쟁으로 전환하였는데, 그 대표적인 투쟁이 바로 민설에서 주도한 2·7파업이다. 1948년 2월 7일 아침, 서울을 비롯해 전국적으로 노동자들은 통신과 운송설비의 가동을 중지시키면서 총파업에 들어갔다.

### 제주 4·3 사건
1947년 제주도의 한 독립운동 기념식에서 어린아이를 말로 치고 간 경찰을 경찰서까지 쫓아간 도민들에게 경찰 측이 발포하여 12명의 사상자가 발생하고 관련자들이 연행되는 사건이 벌어졌다. 이에 남로당 측을 중심으로 민관 총파업이 일어나자 경찰은 이를 무력 진압하고 다수의 경찰을 파면한 후 이 자리를 우익 단체인 서북청년단 출신자들로 메워 강경대응을 시작했다.
이에 따라 경찰 등 당국에 대한 불만이 커져가던 배경에서 1948년 남로당의 김달삼 등이 5.10 총선거와 남한 단독 정부수립 반대 등을 내세우며 경찰에 대해 무장봉기하여 상호 간의 교전이 발생했다. 이후 9연대 사단장 중령 김익렬은 김달삼과 회담을 가져 72시간 내에 전투를 중단하기로 합의하였으나, 미군정 측과 조병옥 경무부장 등이 이에 강경론을 고집하자 큰 갈등이 빚어지면서 무산되었다. 동년 10월 정부 측이 파견한 군 병력이 대대적인 소탕 작전에 돌입하면서 최대 수만 명에 달하는 제주도민들이 살해당하고 중산간 마을의 95%가 방화되었다.

### 여순 14연대 반란사건과 남로당
여순 14연대 반란사건 은 1948년 당시 대한민국 국군 14연대의 인사계 상사이자 남로당원이었던 지창수가 4.3 사태 진압 명령에 항명하고 14연대를 이끌고 봉기하여 여수시와 순천시 일대를 장악했다가 진압당하고, 남은 일부는 지리산에 들어가 빨치산 활동으로 들어간 사건이다.
여수는 수도 서울에서 너무 멀리 떨어져 있고, 지창수가 부대원들에게 조선인민군이 남하하고 있다고 거짓말을 했으며, 반란이 일어난 후에 남로당의 승인이 떨어졌다는 등의 상황증거는 지창수가 우발적으로 일으킨 반란을 남로당 당중앙이 후에 어쩔 수 없이 승인했음을 보여준다. 그러나 10월 27일 반란사건이 완전히 진압된 이후 대한민국 정부는 남로당에 대한 대대적인 탄압에 들어갔다. 민간인을 대상으로 한 대규모의 공모자 색출이 시작되어 수천여 명에 달하는 민간인들이 여순 반란 공모자로 몰려서 살해되었다. 이후 남로당은 사실상 소멸 상태에 이르렀다.
한편 1948년 육군본부 작전정보국에 근무하던 만주군 출신 박정희 소령은 여수·순천 사건 연루 혐의를 받았고, 여수·순천 사건 후에 시작된 대한민국 정부의 군대 내 공산주의자를 색출하는 숙군작업에서 남로당 하부조직책 혐의로 같은 해 11월 11일 체포되었다. 1심에서 “파면, 급료몰수, 무기징역”을 선고받았으나 2심에서 “징역 10년으로 감형하며, 감형한 징역을 집행정지함” 조치를 받았다. 다음 해 1월 강제 예편되었으며 정보국 문관으로 근무하게 되었다.

### 이후
14연대 반란사건 등 일련의 반란 시도가 진압된 이후, 남로당을 비롯한 대한민국 내 공산주의 활동은 조직이 괴멸되어 사라졌고 일부 인사들은 월북했다. 남로당이 주도한 여러 파업과 폭동, 반란사건과 그 이후 이어진 한국전쟁을 겪은 제1공화국에서는 반공주의가 국시로 자리잡았고 국가보안법에 의해 대한민국 내 모든 공산주의 세력이 축출되었다.

## 조선민주주의인민공화국에서
박헌영을 주축으로 월북한 남로당 출신자들은 처음에 조선민주주의인민공화국에서 '남로당파'로서 상당한 세력으로 자리잡았으나, 소련과의 연줄로 정권을 잡은 만주파의 김일성과 대립하다가 한국 전쟁이 끝나가던 즈음부터 김일성이 전쟁 실패의 책임을 뒤집어 씌워 대규모로 숙청하였다. 1953년 리승엽, 박헌영이 '미제 간첩' 혐의로 구속당한 것을 시작으로 핵심 인물들이 연이어 숙청·처형당하였고, 나중에 이어진 대규모 숙청인 8월 종파 사건이 있기 전에 이미 와해되었다.

## 같이 보기
- 조선공산당
- 조선로동당
- 조선신민당
- 정판사 위조지폐 사건
- 대구 10·1 사건
- 제주 4·3 사건
- 여순 14연대 반란사건
- 박헌영 리승엽 간첩 사건
- 박헌영
- 리승엽
- 이강국
- 이현상
- 김달삼
- 북조선인민위원회
- 남조선민족해방전선
- 민주주의민족전선
- 박정희